# 渡辺健一
渡邊 健一（わたなべ けんいち、1957年1月29日 - ）は、日本の構成作家。血液型B型。

## 略歴
東京都千代田区四谷出身。桐蔭学園中学、桐朋女子高校音楽科（共学）作曲専攻を経て、慶應義塾大学文学部哲学科卒。多くの教養系番組の企画構成を手がけた。また、中京女子大学客員教授（伊達コミュニケーション研究所）も務めた。サテライト・サービス放送番組審議会委員。
「NHK紅白歌合戦」「情熱大陸」「題名のない音楽会21」「ビートたけしのTVタックル」「ワーズワースの冒険」「開運!なんでも鑑定団」「たけしの誰でもピカソ」「ウゴウゴルーガ」「アメリカの夜」「ふたりのビッグショー」「スーパーJチャンネル」「ほんパラ!関口堂書店」「3番テーブルの客」「HERO'S」「SONGS」など多くの番組を手がける。また構成番組を元にした著書もある。

## 著書
- 『46億年の100大ニュース』（フジテレビ出版、1993.1）
- 『音楽の正体』（ヤマハミュージックメディア、1995.7）
- 『46億年の100大ニュース Vol.1』 (扶桑社文庫 1997/5/1）
- 『46億年の100大ニュース Vol.2』 (扶桑社文庫 1997/5/1）
- 『46億年の100大ニュース Vol.3』 (扶桑社文庫 1997/5/1）
- 『星の王子さまの幸福論』（扶桑社、2000.9）
- 『ジュラシック・コード―あなたの脳に潜む「爬虫類脳」の不思議』（祥伝社、2005.12）